# Новострільцівська сільська рада
| Новострільцівська сільська рада — колишній орган місцевого самоврядування у Міловському районі Луганської області з адміністративним центром у с. Новострільцівка. Водоймища на території, підпорядкованій даній раді: річка Мілова. Сільській раді підпорядковані населені пункти: - с. Новострільцівка - с. Березове - с. Зарічне |

## Склад ради
Рада складається з 16 депутатів та голови.

### Керівний склад ради
| ПІБ                         | Основні відомості                                                         | Дата обрання | Дата звільнення |
| --------------------------- | ------------------------------------------------------------------------- | ------------ | --------------- |
| Голофаєв Микола Микитович   | Сільський голова, 1954 року народження, освіта, член народної партії      | 26.03.2006   | 31.10.2010      |
| Мельничук Людмила Андріївна | Сільський голова, 1965 року народження, освіта вища, член Партії регіонів | 31.10.2010   |                 |

Примітка: таблиця складена за даними джерела